# Beta Ceti
Beta Ceti (Deneb Kaitos, Diphda, Difda al Thani, Rana Secunda, 16 Ceti) é uma estrela na direção da Cetus. Possui uma ascensão reta de 00h 43m 35.23s e uma declinação de −17° 59′ 12.1″. Sua magnitude aparente é igual a 2.04. Considerando sua distância de 96 anos-luz em relação à Terra, sua magnitude absoluta é igual a −0.30. Pertence à classe espectral K0III. É uma estrela variável suspeita.